# Calobates elongatus
Calobates elongatus är en kvalsterart som först beskrevs av Oudemans 1915.  Calobates elongatus ingår i släktet Calobates och familjen Oripodidae. Inga underarter finns listade.